# إلمير نابيولين
إلمير نابيولين (بالروسية: Эльмир Рамилевич Набиуллин)‏ (8 مارس 1995 بقازان في روسيا - ) هو لاعب كرة قدم روسي في مركز الدفاع. شارك مع منتخب روسيا تحت 21 سنة لكرة القدم ومنتخب روسيا لكرة القدم. أما مع النوادي، فقد لعب مع روبين كازان.

## وصلات خارجية
- إلمير نابيولين على موقع الاتحاد الأوربي (الإنجليزية)
- إلمير نابيولين على موقع قاعدة بيانات كرة القدم.إي يو (الإنجليزية)
- إلمير نابيولين على موقع ناشيونال فوتبول تيمز (الإنجليزية)
- إلمير نابيولين على موقع Soccerway.com (الإنجليزية)
- إلمير نابيولين على موقع عالم كرة القدم.نت (الإنجليزية)
- إلمير نابيولين على موقع AS.com (الإسبانية)